# Alain Nahum
Pour les articles homonymes, voir Nahum (homonymie).
Alain Nahum est un réalisateur et photographe français né en 1948.

## Biographie
Alain Nahum est ancien élève de l'Institut des hautes études cinématographiques (IDHEC) ; il participe à la fondation de Cinélutte en 1973.

## Filmographie

### Réalisateur
- 1982 : Contes de la rue Broca - 2 contes pour Noël : La Fée du Robinet et La Sorcière du placard aux balais
- 1983 : Le Rez-de-chaussée (court métrage)
- 1985 : Maguy - épisode(s) à préciser (série TV)
- 1986 : La Divine sieste de papa pour FR3 (série TV)
- 1988 : Opération Mozart (téléfilm)
- 1984-1989 : Cinéma cinémas - 4 épisodes - (série TV documentaire) sur Antenne 2
  - 1984 : Jacques Doillon - 28e jour de tournage
  - 1984 : Paris 6h40
  - 1984 : Paris 5h35/Tokyo 13h45
  - 1989 : Toshiro Mifune - Voyage à Paris
- 1991 : Les deux font la loi - épisode Hired Hand (série TV)
- 1991 : Rintintin junior - épisode One Brown Shoe (série TV)
- 1992 : Sylvie et Compagnie (série TV)
- 1995 : 3 épisodes  pour Le Retour d'Arsène Lupin (série TV)  
  - épisode#2.1 : Herlock Sholmes s'en mêle
  - épisode#2.3 : à la Havane
  - épisode#2.6 : La tabatière de l'empereur
- 1996 :  le téléfilm Chauffeur de maître pour L'Histoire du samedi (série TV)
- 1997 : Des gens si bien élevés (téléfilm)
- 1998 : À nous deux la vie (téléfilm)
- 1999 : La Rivale (téléfilm)
- 2000 : L'épisode État d'alerte pour L'Avocate (TV Series)
- 2002 : Le Voyage organisé (téléfilm)
- 2003 : Action Justice - épisode 3 : Déclaré coupable
- 2004-2006 : Le Président Ferrare - 3 téléfilms : 
  - 2004 : L'affaire Denise Chabrier
  - 2004 : L'affaire Pierre Valéra
  - 2006 : L'affaire Gilles d'Aubert
- 2009 : Des gens qui passent (téléfilm)
- 2013 : Photo: A History from Behind the Lens (TV Mini-Series documentaire)[4]

### Assistant réalisateur
- 1973 : Prêtres interdits de Denys de La Patellière  (second assistant)
- 1977 : Bilitis de David Hamilton (assistant réalisateur)
- 1979 : Médecins de nuit de Nicolas Ribowski, épisode : Palais Royal (série télévisée) (assistant réalisateur)
- 1979 : Médecins de nuit de Nicolas Ribowski, épisode : Le livre rouge (série télévisée) (assistant réalisateur)
- 1979 : Médecins de nuit de Nicolas Ribowski , épisode : Disco (série télévisée) (assistant réalisateur)
- 1983  : La Ville des pirates de Raoul Ruiz (premier assistant réalisateur)
- 1983 : Point de fuite de Raoul Ruiz (premier assistant réalisateur)